# Pomnik historii (Kraków)

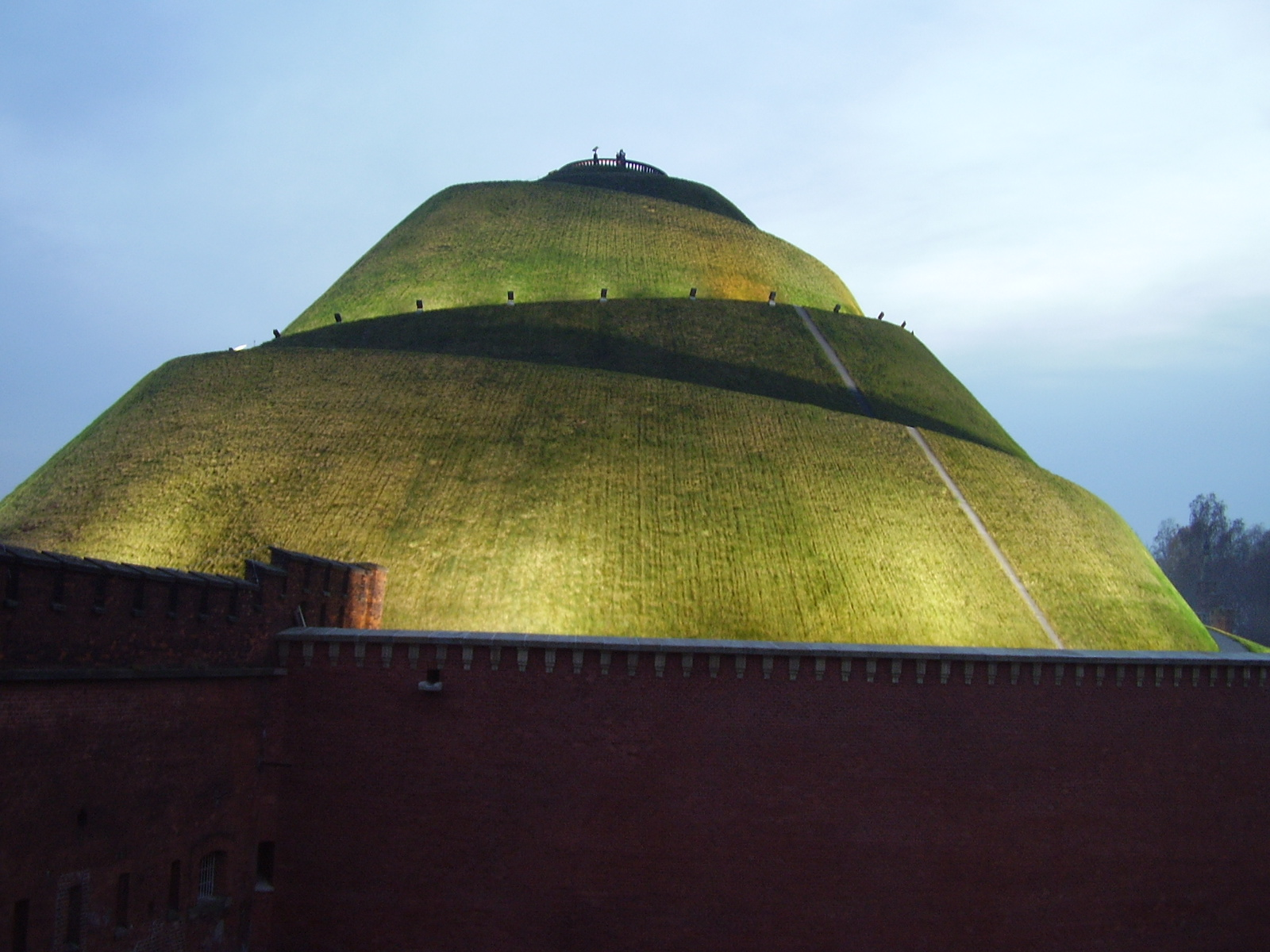
Ansicht des Kościuszko-Hügels

Als Pomnik historii w Krakowie (deutsch Geschichtsdenkmal) sind in der Großstadt Krakau drei Denkmal- und Baukomplexe ausgewiesen. Die Pomnik historii haben hervorragende Bedeutung für das kulturelle Erbe Polens und wurden durch Verordnung des Präsidenten der Republik Polen festgelegt.

## Historischer Stadtkomplex
Das „Historische Zentrum von Krakau“ wurde 1978 als UNESCO-Welterbe eingetragen. Dieses wurde am 16. September 1994 durch präsidiale Verordnung von Lech Wałęsa zum, um weitere Stadtteile erweiterten, Pomnik historii erklärt. Zusätzlich stehen diese Gebiete und ihre Einzeldenkmale seit den 1930er Jahren in der nationalen Denkmalliste der heutigen Woiwodschaft Kleinpolen.

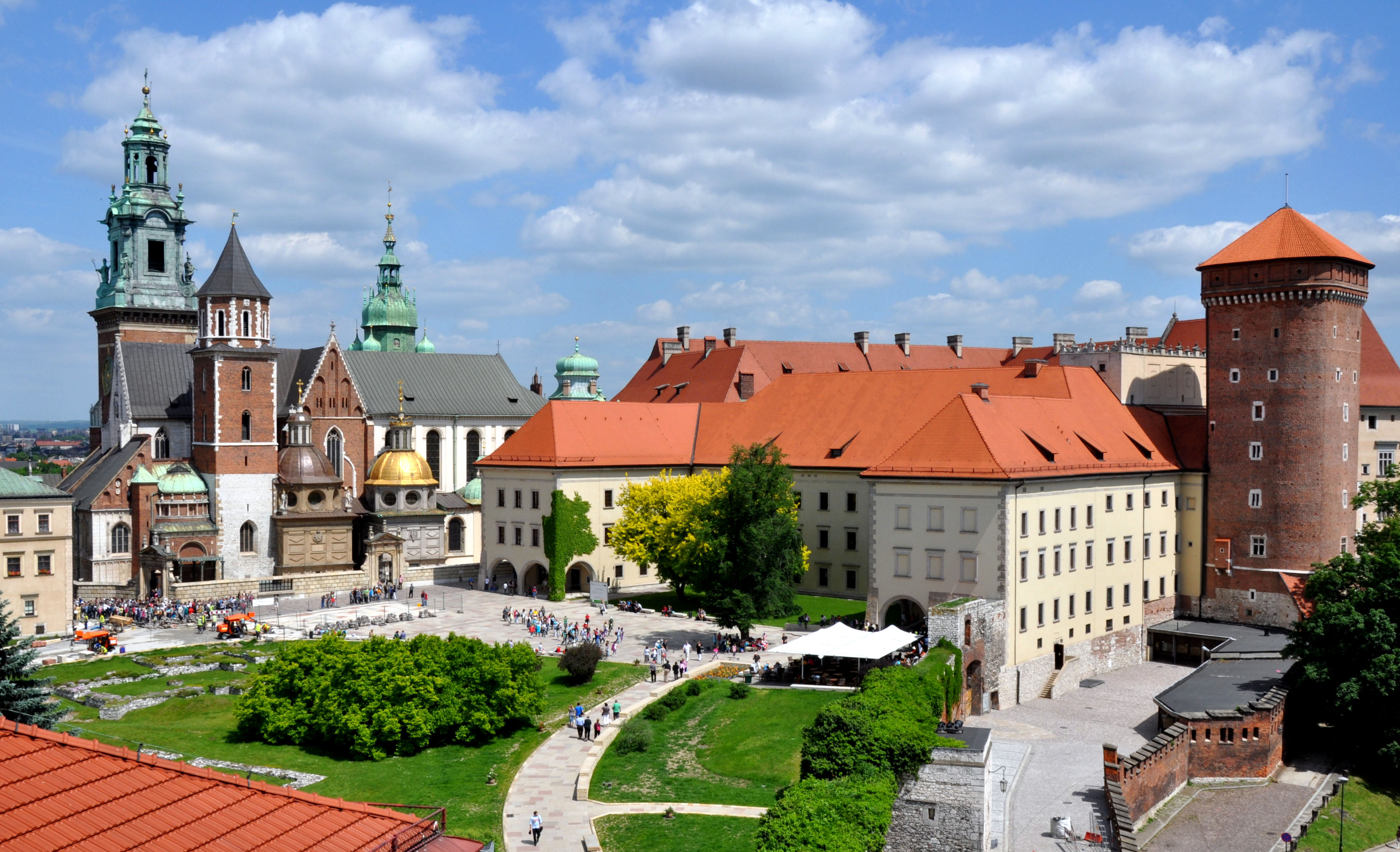
Ansicht des Wawel

Der ausgewiesene Bereich „Historyczny zespół miasta“ (Historischer Stadtkomplex) umfasst:
- Bereich des Welterbes
  - Altstadt von Krakau
  - Wawel
  - Kazimierz
  - Stradom
- Erweiterter Bereich
  - Kazimierz (erweitert)
  - Nowy Świat
  - Piasek
  - Podgórze (Bereich der Josefstadt)
  - Teile von Wesoła (ohne die Nowe Miasto)

## Benediktinerabtei Tyniec

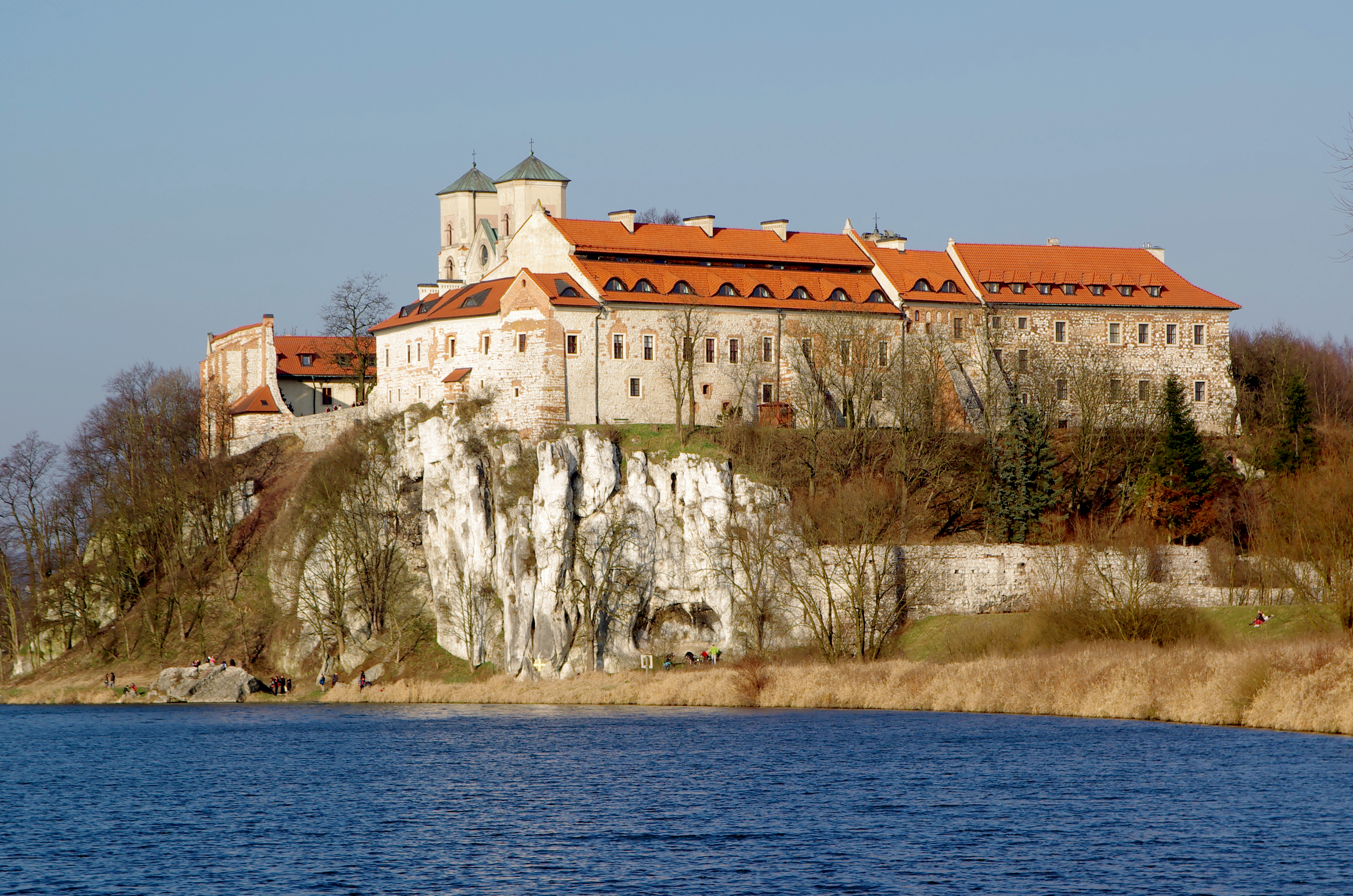
Ansicht der Abtei Tyniec

Die Benediktinerabtei Tyniec wurde am 30. März 2017 als Pomnik historii ausgewiesen.
Die drei Klosteranlagen Tyniec, Bielany und Salwator waren von 1993 bis 1996 Kandidaten für das Welterbe der UNESCO.

## Kościuszko-Hügel mit seiner Umgebung
Der 34 Meter hohe Kościuszko-Hügel auf der Sankt-Bronisława-Anhöhe wurde am 8. Dezember 2017 als Pomnik historii ausgewiesen. Er wurde in den Jahren 1820 bis 1823 aufgeschüttet und steht seit 1936 unter Denkmalschutz.